# (8918) 1996 OR1
A (8918) 1996 OR1 a Naprendszer kisbolygóövében található aszteroida. A Beijing Schmidt CCD Asteroid Program keretében fedezték fel 1996. július 20-án.